# Brookshire Grocery Arena
Die Brookshire Grocery Arena ist eine Mehrzweckhalle in der US-amerikanischen Stadt Bossier City im Bundesstaat Louisiana. Seit 2020 ist die Supermarktkette Brookshire’s Food & Pharmacy aus Tyler, Texas Namenssponsor der Veranstaltungshalle. Die Halle fasst maximal 14.000 Besucher.

## Geschichte
Die Arena war von der Eröffnung bis in den Anfang der 2010er Jahre Heimspielstätte der Bossier-Shreveport Battle Wings (aufgelöst 2010) aus der arenafootball2 sowie der Bossier-Shreveport Mudbugs (aufgelöst 2011) der Central Hockey League (CHL). 2001 wurden zudem die College-Basketball-Meisterschaften der NCAA-Southland Conference im CenturyTel Center ausgetragen. Am 28. September 2002 fand erstmals ein Eishockeyspiel zwischen zwei Mannschaften der National Hockey League (NHL) in der Arena statt, als die Nashville Predators und die Atlanta Thrashers in einem Preseason-Spiel in Bossier City aufeinandertrafen. Am 14. Januar 2007 war die Halle zum ersten Mal Austragungsort des CHL-All-Star-Game. Gelegentlich trägt das Team der New Orleans Pelicans aus der National Basketball Association Spiele der Preseason in Bossier City aus.
Seit der Eröffnung wirft das Center keinen Gewinn ab. Es finden nur wenige ausverkaufte Veranstaltungen statt und die Teams konnten sich die Mieten auf Dauer nicht leisten. Nachdem die Battle Wings und die Mudbugs die Arena verlassen haben, finden gegenwärtig Konzerte und Shows sowie Spiele der Preseason der NHL oder NBA und College-Sportveranstaltungen in der Halle statt. 